# Friesodielsia lagunensis
Friesodielsia lagunensis är en kirimojaväxtart som först beskrevs av Adolph Daniel Edward Elmer, och fick sitt nu gällande namn av Cornelis Gijsbert Gerrit Jan van Steenis. Friesodielsia lagunensis ingår i släktet Friesodielsia och familjen kirimojaväxter. Inga underarter finns listade i Catalogue of Life.